# ابنة الضابط (فلم)
ابنة الضابط (بالإيطالية:La figlia del capitano) هو فيلم مغامرة إيطالي من إخراج ماريو كاميريني من إنتاج عام 1947. شارك في مهرجان كان السينمائي عام 1947. الفيلم قائم على رواية من نفس الإسم للكاتب ألكسندر بوشكين.

## روابط خارجية
- مقالات تستعمل روابط فنية بلا صلة مع ويكي بيانات